# Prins Zuko
Prins Zuko er den mørke prins af Ildlandet i serien Avatar: Den sidste luftbetvinger på Nickelodeon.
Zuko er blevet bortvist fra Ildlandet på grund af han bragte skam over sin far. Kun ved at fange avataren kan han komme tilbage og få sin ære igen.
Han rejser sammen med sin onkel Iroh.

1. ↑  Navnet er anført på engelsk og stammer fra Wikidata hvor navnet endnu ikke findes på dansk.
2. ↑  Navnet er anført på engelsk og stammer fra Wikidata hvor navnet endnu ikke findes på dansk.
3. ↑  Navnet er anført på engelsk og stammer fra Wikidata hvor navnet endnu ikke findes på dansk.
4. ↑  Navnet er anført på engelsk og stammer fra Wikidata hvor navnet endnu ikke findes på dansk.
5. ↑  Navnet er anført på engelsk og stammer fra Wikidata hvor navnet endnu ikke findes på dansk.
6. ↑  Navnet er anført på engelsk og stammer fra Wikidata hvor navnet endnu ikke findes på dansk.